# (4003) Schumann
(4003) Schumann ist ein Hauptgürtelasteroid, der am 8. März 1964 von Freimut Börngen vom Karl-Schwarzschild-Observatorium aus entdeckt wurde.
Der Asteroid ist nach dem Komponisten Robert Schumann benannt.